# Talimuella
Talimuella es un género de foraminífero bentónico de la subfamilia Verneuilinoidinae, de la familia Verneuilinidae, de la superfamilia Verneuilinoidea, del suborden Verneuilinina y del orden Lituolida. Su especie tipo es Talimuella merosa. Su rango cronoestratigráfico abarca el Cretácico superior.

## Discusión
Clasificaciones previas incluían Talimuella en el suborden Textulariina del orden Textulariida, o en el orden Lituolida sin diferenciar el suborden Verneuilinina.

## Clasificación
Talimuella incluye a las siguientes especies:
- Talimuella columella †
- Talimuella depressisutura †
- Talimuella irregulata †
- Talimuella merosa †
- Talimuella valentula †